# Rudolf Trache

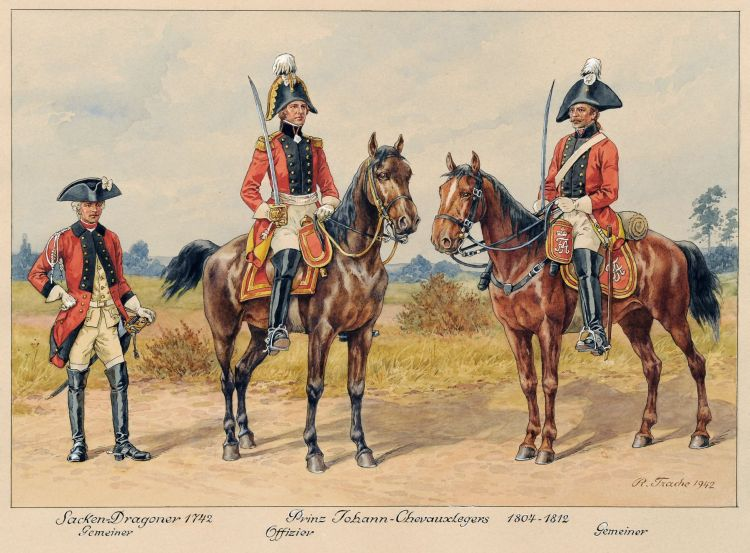
Uniformstudie sächsischer Soldaten

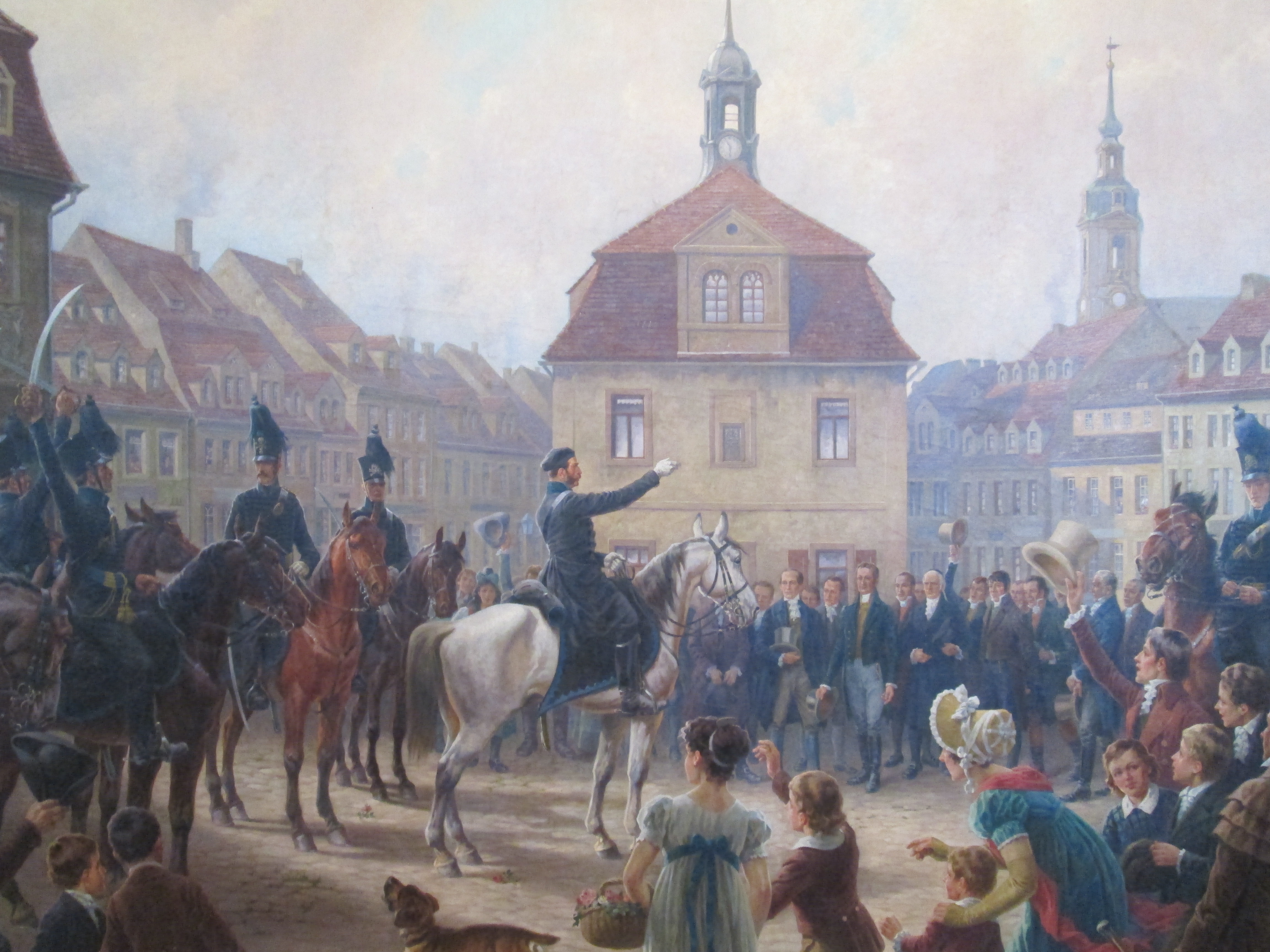
Gemälde von Rudolf Trache: Friedrich Wilhelm (Braunschweig-Wolfenbüttel) im Jahr 1809 beim Einzug in Werdau

Johann Friedrich Rudolf Trache, genannt Rudolf Trache  (* 7. September 1866 in Dresden; † 14. März 1948 in Langebrück), war ein deutscher Kunstmaler, der sich auf Pferde-, Landschafts- und Kriegsmalerei spezialisierte.

## Leben
Von 1881 bis 1889 studierte Trache an der Dresdner Kunstakademie bei Viktor Paul Mohn und Ferdinand Pauwels. 1893/94 studierte er an der Pariser Académie Julian und ließ sich anschließend in Dresden nieder.
Im Ersten Weltkrieg war er 1915 als Kriegsmaler der 8. Armee unter General Otto von Below tätig. Seine damals entstandenen Werke erschienen im Kriegsgedenkbuch Sachsen in großer Zeit von Johann Edmund Hottenroth, Minerva, Leipzig 1923.
Rudolf Traches Werke befinden sich u. a. in den Sammlungen des Stadtmuseums Dresden und des Militärhistorischen Museums der Bundeswehr.
Trache heiratete 1895 Martha Elise Schaberschul. Beide hatten eine gemeinsame Tochter. Traches Schwager war der Kunstmaler Carl August Schmidt.

## Ehrungen und Auszeichnungen
Ihm zu Ehren wurde in Dresden-Langebrück die Rudolf-Trache-Straße benannt.